# Adam Saunders (attore australiano)
Adam Peter Saunders (Sydney, 6 novembre 1986) è un attore australiano.
Adam è meglio conosciuto per aver interpretato il ruolo di Heath Carrol nella serie televisiva australiana Blue Water High.

## Carriera
Adam ha iniziato a recitare all'età di soli 7 anni, e una volta diplomatosi alla "Brent Street School of Performing Arts" (dove si dilettava tra jazz, tap, funk, canto e recitazione), aveva già molte porte aperte per entrare a far parte del mondo dello spettacolo.

Ha partecipato ad alcuni programmi per la tv come Home And Away, The potato factory, ma quello in cui ha riscontrato maggior successo e che lo ha reso noto è Blue Water High, con il ruolo del surfista Heath Carrol, ragazzo sbadato e ironico con la passione per la fotografia, innamorato della sua compagna di scuola e compagna di surf alla SURF Academy, Fiona "Fly" Watson (interpretata da Sophie Luck).

Ha tra l'altro partecipato a molti spot televisivi intensificando la sua partecipazione tra il 2008 e il 2009 fra i quali: Sizzler, Foxtel, NSW Turism, Ocean Spray, Cranberry Juice, Valvoline, McDonald, Fanta ed altri. Ha anche affrontato il lavoro di modello per molti cataloghi, come: Jeans for Genes, Studio Bambini e Mini Minors che continua tuttora oggi. Dal 2006 si limita solo a continuare la sua attività nel mondo della pubblicità australiana e si dedica alla sua carriera di modello apparendo anche in qualche programma della tv australiana e conducendo l'evento The Best Australia Model nel 2009. Solo nel 2010 ritorna in 3 episodi di Dance Academy e nel 2011 al cinema. Nel 2013 è ritornato al cinema con il film Million Dollar Mate, è sia il protagonista che il produttore del film.

## Filmografia

### Cinema
- A Heartbeat Away, regia di Gale Edwards (2011)
- Million Dollar Mate, regia di Chris Herd (2013)
- Truth - Il prezzo della verità (Truth), regia di James Vanderbilt (2015)
- Senza tregua 2 (Hard Target 2), regia di Roel Reiné (2016)

### Televisione
- The Potato Factory – miniserie TV (2000)
- Water Rats – serie TV, episodio 5x29 (2000)
- All Saints – serie TV, episodio 5x01 (2002)
- Home and Away – serial TV, 11 puntate (2005)
- Blue Water High – serie TV, 29 episodi (2005-2006)
- Le sorelle McLeod (McLeod's Daughters) – serie TV, episodio 7x20 (2007)
- Dance Academy –  serie TV, 3 episodi (2010)
- Tricky Business – serie TV, episodio 1x04 (2011)